# Логуново (Псковская область)
Логуново — деревня в России, в Пустошкинском районе Псковской области. Входит в состав Гультяевской волости.
Деревня расположена на северном побережье Симоновского озера, в 14 км к югу от города Пустошка.

## Население
| 2002 | 2010 |
| ---- | ---- |
| 56   | ↘32  |

Численность населения деревни по оценке на начало 2001 года составляла 69 жителей.

## История
С 1995 до 2005 года деревня входила в состав ныне упразднённой Новой волости с центром в деревне Сергейцево, переведённой тогда же в состав Пригородной волости.